# Jan Adrianus de Bas
Jan Adrianus de Bas ('s-Gravenhage, 12 mei 1844 - aldaar, 17 oktober 1912) was een Nederlands jurist en rechter.

## Biografie
De Bas was lid van de patriciaatsfamilie De Bas en een zoon van de Haagse notaris en lid van Provinciale Staten mr. Jan de Bas (1810-1876) en Henrietta Maria Huygens (1811-1878). Hij trouwde in 1877 met Froukje Visser (1855-1932), met wie hij zes kinderen kreeg.
De Bas promoveerde in 1869 in de rechten te Leiden, op stellingen. Daarna werd hij in 1871 griffier van het kantongerecht Nieuwer-Amstel, totdat hij in 1874 kantonrechter van het kantongerecht Lemmer werd. Die functie wisselde hij voor die van rechter te Hoorn in 1876, totdat hij diezelfde functie in 1877 in Amsterdam kreeg. Vanaf 1888 was hij daar vicepresident; vanaf 1900 was hij griffier van de Amsterdamse rechtbank.